# Delina Ibrahimaj
Delina Ibrahimaj (ur. 23 grudnia 1983 w Tiranie) – albańska ekonomistka i polityk, minister finansów i gospodarki w gabinecie premiera Ediego Ramy.  

## Życiorys
Delina Ibrahimaj urodziła się 23 grudnia 1983 r. w Tiranie. Studiowała we Włoszech na Uniwersytecie Bocconiego i na Università degli Studi di Roma Tor Vergata. W latach 2005–2007 zarządzała Albanian Distribution Association, Ltd. w Tiranie, w latach 2007–2010 była dyrektorem generalnym w Urban Distribution Ltd. 
W latach 2011–2015 pracowała jako ekonomista w Banku Albanii oraz pełniła funkcję dyrektora finansowego w zarządzie Tirana Express. Biegle posługuje się językiem angielskim, włoskim i francuskim.
W 2016 r. była członkiem Instituti i Statistikës (INSTAT), a w 2017 r. członkiem Rady Dyrektorów FED Invest oraz członkiem Zakładu Ubezpieczeń Społecznych. W latach 2015–2016 pełniła funkcję koordynatora ds. finansowych i ekonomicznych w gabinecie Prezesa Rady Ministrów. W latach 2016–2019 pełniła funkcję dyrektora Instytutu Statystycznego, w latach 2019–2021 funkcję dyrektora generalnego ds. podatków. We wrześniu 2021 r. została mianowana ministrem finansów i gospodarki przez premiera Ediego Ramę po zawieszeniu byłej minister finansów Anili Denaj.  

## Życie prywatne
Delina Ibrahimaj jest mężatką i ma dwoje dzieci.